# 지방도 제718호선
지방도 제718호선은 전북특별자치도 군산시 회현면 회현사거리에서 익산시 망성면 신리삼거리를 잇는 전북특별자치도의 지방도이다.
군산시 대야면의 국도 중복 구간에서 동군산 나들목을 거치며, 이 곳을 통해 서해안고속도로를 이용할 수 있다.

## 주요 경유지
- 군산시
  - 회현면 회현사거리 - 회현면사무소 - 광지산사거리 - 학당리 - 풍촌사거리 - 용화삼거리 - 원우리
  - 대야면 지경삼거리 - 지경교 - 한들고등학교 - 대야역 - 대야검문소 교차로 - 동군산 나들목 - 복교 - 호원대삼거리 - 죽산리 - 접산리
  - 임피면 술산리 - 계산삼거리 - 호원대학교입구 - 월하리 - 영창리
  - 서수면 서수리 - 서수사거리 - 서수 교차로 - 석화교 - 화등리 - 금암리 - 장자교

- 익산시
  - 황등면 장자교 - 신기리 - 송하사거리 - 진경여자중학교 - 황등남초등학교 - 황등육교 - 농협삼거리 - 황등면행정복지센터 - 황등삼거리 - 황등초등학교 - 황등중학교 - 성일고등학교 - 황등 교차로 - 율촌리 - 정착사거리 - (의료과학산업단지입구 회전교차로)
  - 삼기면 서두리 - 하갈 교차로 - 상정삼거리 - 오룡사거리 - 오룡리 - 석불초등학교 - 석불사거리 - 석불리 - 죽청교
  - 낭산면 죽청교 - 성남리 - 성남사거리 - 하낭교 - 낭산리 - 우금삼거리 - 석천리 - 낭산사거리 - 삼담리
  - 망성면 용동삼거리 - 어량리 - 장선리 - 신리삼거리

## 중복 구간
- 군산시 대야면 대야검문소 교차로 ~ 검문소삼거리 : 지방도 제711호선, 지방도 제744호선과 중복
- 군산시 대야면 대야검문소 교차로 ~ 호원대삼거리 : 국도 제26호선과 중복
- 익산시 황등면 송하사거리 ~ 삼기면 상정삼거리 : 지방도 제722호선과 중복

## 도로명
- 군산시 회현면 회현사거리 ~ 광지산사거리 : 회현로
- 군산시 회현면 광지산사거리 ~ 대야면 지경 교차로 : 회미로
- 군산시 대야면 지경 교차로 ~ 한들고등학교 : 만자로
- 군산시 대야면 한들고등학교 ~ 대야검문소 교차로 : 대야관통로
- 군산시 대야면 대야검문소 교차로 ~ 호원대삼거리 : 번영로
- 군산시 대야면 호원대삼거리 ~ 익산시 황등면 송하사거리 : 탑천로
- 익산시 황등면 송하사거리 ~ 농협삼거리 : 황등서로
- 익산시 황등면 농협삼거리 ~ 황등삼거리 : 황등로
- 익산시 황등면 황등삼거리 ~ 삼기면 상정삼거리 : 황금로
- 익산시 삼기면 상정삼거리 ~ 망성면 신리삼거리 : 진북로